# Новое Павшино
Новое Па́вшино — село в Дубенском районе Тульской области России. Под современным названием Новое Павшино объединены фактически два населенных пункта Старое Павшино и Новое.
В рамках административно-территориального устройства является центром Новопавшинского сельского округа Дубенского района, в рамках организации местного самоуправления включается в Протасовское сельское поселение.

## География
Расположено на реке Упе, в 35 км от к западу Тулы и от Алексина; в 16 км к северо-востоку от районного центра, посёлка городского типа Дубна.

## История
По местному преданию, село образовалось из переселённых жителей Тулы для работ на бывших тогда в этой местности заводов Демидовых, следы от которых рядом с селом оставались в начале XX века. При этом, для работ сюда как бы в наказание высылались худшие люди, низко падшие в нравственном отношении, отсюда и название Павшино с прибавлением «Новое», в отличие от «Старого» (впоследствии Старое и Новое Павшино слились в одно село).
Население кроме земледелия, многие занимались слесарным ремеслом и отхожими промыслами на стороне.
Село известно тем, что весной 1607 года через него из Калуги в Тулу проходил со своим войском предводитель крестьянского восстания Иван Болотников. В 1970-е годы поисковый отряд дубенских старшеклассников под руководством заслуженного учителя России П. В. Полякова в одном из павшинских оврагов проводил изыскания и обнаружил чугунную пушку времен Болотникова, которая была представлена в школьном музее (в конце 1970-х годов музей Дубенской школы был закрыт, экспонаты утеряны).
В Павшино родился в 1624 году Демид Антуфьевич, отец Никиты Демидова, родоначальника династии крупных промышленников.

## Население
| 1859 | 1897 | 1915 | 2002 | 2010 |
| ---- | ---- | ---- | ---- | ---- |
| 764  | ↘554 | ↗682 | ↘541 | ↘540 |

### Старое Павшино
О времени возникновения села сведений не сохранилось. Судя по названию, село более древнее, чем Новое Павшино. До построения каменного храма в селе поочерёдно было два деревянных храма в честь Воздвижения Креста Господня. Когда был построен первый храм неизвестно. На сосуществование его указывают только сохранившиеся 12 книг месячной минеи, пожертвованных в храм помещиком Л. Н. Кологривовым в 1693 году, как гласит его собственноручная надпись на листах этих книг. В 1784 году на средства помещиков Кологривовых построен был новый деревянный храм с приделом в честь Скорбящей Божией Матери, но храм просуществовал недолго. В 1821 году вместо него предложено помещиком Е. Н. Кологривовым построить каменный храм, но за смертью его в 1822 году, строительство было осуществлено помещицей Варварою Николаевной Дубовицкой. Предельный алтарь храма был устроен в 1832 году в честь Скорбящей Божией Матери. Храм же в честь Воздвижения Креста Господня был освящён только в 1839 году. В 1876 году на средства помещиц Анны Сергеевны и Екатерины Николаевны Дубовицких храм был капитально обновлён.
Возникновение прихода нужно отнести ко второй половине XVII века. Приход состоял из одного села с населением 265 человек мужского пола и 310 женского. Штат церкви состоял из священника и псаломщика, для которых имелись церковные дома. Имелось церковной земли: усадебной — 2 десятины, полевой и сенокосной — 32 десятины.

### Новое Павшино
Первый деревянный храм в честь Воскресения Христова, построен в селе неизвестно когда, кем и на какие средства. Время возникновения прихода относится к началу XVII века. Существующий каменных храм в честь Воздвижения Креста Господня построен в 1731 году на пожертвования спонсоров. В последующее время храм подновлялся внутри. В 1846 году при храме устроен второй предел в честь великомученицы Параскевы Иконийской, при особом участии помещицы Агрипины Андреевны Фёдоровой. В 1850 году ею же, в пределе Успения Божией матери, иконостас заменён на новый В храме находились месточтимые иконы Тихвинской иконы Божией Матери и Параскевы Иконийской. Население прихода составляло в 1895 году из 463 человек мужского пола и 447 женского. Штат церкви состоял из священника и псаломщика. Имелось церковной земли: усадебной — 4 десятины, полевой — 47 десятин.
В селе с 1870 года была земская школа, а с 1890 года церковно-приходская школа.
В 1969 году новопавшинская колокольня, эффективная пятиярусная постройка в стиле барокко, состоящая их двух четвериков и трёх восьмериков звона, увенчанная главкой, была объявлена памятником архитектуры Тульской области.

## Павшинское городище
Городище расположено на южной окраине Н. Павшино, на первой надпойменной террасе правого берега р. Упы (правого притока р. Оки), в 0,15 км от русла. Датируется XII-XVII веками. Также считается, что именно на месте этого села располагался древний город Спаш, который был столицей самостоятельного удельного Спашского княжества, исчезнувшего в середине XVI века. Ипатьевская летопись и родословные книги упоминают о местных князьях и событиях XVII века: «А Канинские князья и Спашские пошли от Тарусских, а захудели и извелись от воин татарских».

## Свято-Тихвинский источник
Родник, освященный в честь Тихвинской иконы Божией Матери, расположен на берегу р. Рысни, на западной окраине села Новое Павшино, в 200 м юго-восточнее автодороги Дубна-Першино. Это святое место обустроено трудами многих людей. Под руководством Андрея Муруева, восстанавливающего храм в Панковичах, установили крест на возвышенности перед святым источником. В 2012-м у источника построена деревянная четырёхгранная часовня.